# Akkumulation (Wirtschaft)
Als Akkumulation (von lateinisch accumulare, „anhäufen“) wird in der Wachstumstheorie und Volkswirtschaftslehre die Rolle der Produktionsfaktoren für das Wirtschaftswachstum verstanden. In der klassischen Nationalökonomie und im Marxismus wird der Begriff für Erweiterungsinvestitionen verwendet.

## Allgemeines
Im wirtschaftlichen Sinne versteht man unter Akkumulation allgemein die Anhäufung des Reichtums in Form von Geld oder Produktionsmitteln. In der klassischen Nationalökonomie wird mit Akkumulation die durch Reinvestition des auf dem Markt realisierten Mehrwerts vorangetriebene Erweiterung des Kapitals bezeichnet.
Von den klassischen Produktionsfaktoren Arbeit, Boden und Kapital kann ein Wachstum lediglich von Arbeit und Kapital ausgehen, weil der ökonomisch relevante Boden in einer Volkswirtschaft – bis auf vernachlässigbare Ausnahmen – nicht beliebig vermehrt werden kann. Bei den übrigen Faktoren wird von Arbeitsakkumulation oder Kapitalakkumulation gesprochen. Arbeitsakkumulation sind Sachinvestitionen, die überwiegend auf dem Arbeitseinsatz beruhen und für die keine Finanzierung erforderlich wird. Der Begriff der Arbeitsakkumulation (chinesisch 英文, Pinyin laodong jilei) ist besonders in China gebräuchlich.

## Wachstumstheorie
Die goldene Regel der Akkumulation gibt die Bedingungen vor, mit denen die Maximierung des Pro-Kopf-Konsums im konstanten Wirtschaftswachstum des Solow-Modells (englisch steady state equilibrium) realisiert werden kann. Die goldene Regel der Kapitalakkumulation besagt, dass in einem neoklassischen Wachstumsmodell unter der Prämisse einer vollkommenen Konkurrenz der Pro-Kopf-Konsum maximiert werden kann, wenn die Investitionsquote {\displaystyle I_{q}} der Profitquote {\displaystyle P_{q}} und die Konsumquote {\displaystyle K_{q}} der Lohnquote {\displaystyle L_{q}} entspricht:
{\displaystyle I_{q}=P_{q}} und
{\displaystyle K_{q}=L_{q}}.
Nach dem neoklassischen Standardmodell bestimmen die Akkumulation der Produktionsmittel, das Bevölkerungswachstum und der technische Fortschritt, mit welchem Tempo sich eine Volkswirtschaft entwickelt.

## Marxismus
Ursprüngliche Akkumulation
Die „ursprüngliche Akkumulation“ bezeichnet den Prozess, wie sich der Kapitalismus als Gesellschaftsformation herausgebildet hat. Dazu war Vorbedingung, dass die Landwirtschaft von der Naturalwirtschaft überging zur Produktion für den Markt; hierbei wurden die in der Landwirtschaft tätigen Bauern „freigesetzt“. Außerdem war schon immer aufgrund von Handelsbeziehungen Handelskapital vorhanden, das sich unter günstigen Bedingungen auf die gewerbliche und industrielle Produktion konzentrieren konnte.
Der von Karl Marx eingeführte Begriff der „ursprünglichen Akkumulation“ ist mit der erstmaligen Organisation kapitalistischer Produktionsprozesse abgeschlossen. Damit ist die „ursprüngliche Akkumulation“ die „Vorgeschichte des Kapitals“. Marx zufolge hat Akkumulation zwei Seiten: einerseits sammelt sich immer mehr Kapital in den Händen der Kapitalisten, auf der anderen Seite der Arbeiter steigt das Elend. Gerade dies halte aber den Kapitalismus in Gang, weil dadurch die Lohnarbeiter stets ökonomisch gezwungen seien, ihre Arbeitskraft an die Kapitalisten zu deren Bedingungen verkaufen zu müssen.
Weitere Entwicklung
Die Akkumulation kann sich auf die Produktionsmittel, also auf das konstante Kapital beziehen, aber auch auf die Beschäftigung, indem ein Teil des Mehrwerts dazu verwendet wird, mehr Arbeiter zu beschäftigen. In diesem Fall wird variables Kapital akkumuliert, also ein Teil des Mehrwerts dazu verwendet, die Lohnsumme zu erhöhen, um mehr Arbeiter zu beschäftigen. Es wird jedoch in der Regel nicht der gesamte Mehrwert reinvestiert, sondern ein Teil des Mehrwerts wird als persönliches Einkommen (englisch Revenue) der Kapitalisten unproduktiv verausgabt, etwa für Luxus- oder Geltungskonsum.
Marx definierte die Kapitalakkumulation präziser als Verzicht auf die rein konsumtive Verwendung von Profit. Wird der Gewinn vom Unternehmer thesauriert und in zusätzliche Produktionsmittel investiert, liegt Kapitalakkumulation vor. Marx sieht eine Abhängigkeit der Profitrate von der Kapitalakkumulation, sie sinkt bei steigender Akkumulation. Je nach Wahl der Produktionstechnik werden nach Verlauf der Kapitalakkumulation Produktionsmittel beschafft oder Arbeitskräfte eingestellt. Der Wert der Arbeitskraft wird Marx zufolge im Produktionsprozess nicht angemessen entlohnt. Diese Wertdifferenz – vom Kapitalisten beim Warenverkauf als Mehrwert (Profit) realisiert – ermögliche die Kapitalakkumulation. Übersteigt jedoch die Entlohnung den Wert der Arbeit, sinkt die Profitrate, was die Kapitalakkumulation verringert. Der hieraus resultierende Nachfragerückgang führe Marx zufolge zu Massenentlassungen, die zur Entstehung einer „industriellen Reservearmee“ (Arbeitslosigkeit) führten.
Während gesamtwirtschaftlich die Kapitalakkumulation durch den Mehrwert begrenzt ist, kann das einzelne Kapital auch rascher akkumulieren, indem es sich mit anderen Kapitalien zusammenschließt, fusioniert, andere Kapitalien übernimmt oder aufkauft. Es kommt also zu einer Zentralisation des Kapitals, da im Konkurrenzkampf die großen Unternehmen durch die Vorteile der Massenproduktion die kleineren besiegen und so nicht nur ihre Betriebsgröße ständig wächst, sondern darüber hinaus die Anzahl der Unternehmen immer wieder sich vermindert. Der Kredit ist beim Unternehmenskauf ein wichtiges Instrument. Das bloße Unternehmenswachstum, wenn sich also immer mehr Kapital in den Händen des einzelnen Kapitalisten konzentriert, wird als Kapitalkonzentration bezeichnet, im Unterschied zur Kapitalzentralisation, in welcher dieses Wachstum darüber hinaus durch Übernahme fremder Kapitalien beschleunigt wird.
Entscheidendes Element aus Marxscher Sicht ist, dass es nur eine Ware gibt, deren Gebrauchswert darin besteht, Mehrwert zu produzieren: das ist die Arbeitskraft. Denn: Nur Arbeitskraft ist nach Marx ein Gut, dessen (Re-)Produktion günstiger ist als der Wert, den es produziert – anders ausgedrückt: der Tauschwert der Ware Arbeitskraft (Lohn/Gehalt) ist kleiner als die Wertsumme, was sein Gebrauchswert erzeugt (Mehrprodukt); die Differenz ist der Mehrwert.
Produktion/Verteilung/Krise
Die neoklassische Theorie stützt sich auf Says Theorem und die Flexibilität der Einsatzproportionen. Marx stellt in Zusammenhang mit der Einführung des Maschinenwesens eine Elastizität fest, eine plötzlich sprungweise Anpassungsfähigkeit, die nur an dem Rohmaterial und dem Absatzmarkt Schranken findet, und gründet darauf seine Theorie des industriellen Zyklus, wonach die Industrie eine „Reihenfolge von Perioden mittlerer Lebendigkeit, Prosperität, Überproduktion, Krise und Stagnation“ durchläuft. Wie Marx bricht auch John Maynard Keynes mit Says Theorem; die Investitionsentscheidungen werden von ihm unabhängig vom Sparen angenommen. Roy F. Harrod und Nicholas Kaldor haben sodann unternommen, Keynes’ Analyse auf die langfristige dynamische Betrachtung auszudehnen. Intentionen und Problemstellungen der Akkumulationstheorie von Karl Marx werden so durch die neuere Wachstumstheorie wieder aufgenommen.
Rosa Luxemburg
Rosa Luxemburg vertrat im Jahre 1913 die These, dass der Imperialismus „der politische Ausdruck des Prozesses der Kapitalakkumulation in ihrem Konkurrenzkampf um den Rest des noch nicht mit Beschlag belegten nicht-kapitalistischen Welt-Milieus“ sei.

## Wirtschaftliche Aspekte
Faktorakkumulation ist der erhöhte Einsatz der Produktionsfaktoren Arbeit und/oder Kapital durch vermehrten Arbeitseinsatz und/oder erhöhten Kapitalstock. Die Faktorakkumulation wird durch die Einkommensverwendungsentscheidung der Privathaushalte bestimmt. Sie betrifft das Realkapital, Humankapital und Wissenskapital. Der Staat kann die Faktorakkumulation direkt – durch den Einsatz von Realkapital (Infrastruktur), Humankapital (Bildung und Ausbildung) und Wissenskapital (Forschung und Entwicklung, Innovation) – und indirekt durch Förderung (Subvention) oder Ergänzung privater Investitionen beeinflussen.
Wirtschaftswachstum stellt nicht mehr nur das Ergebnis der Faktorakkumulation dar, sondern ist tatsächlich auch Ergebnis der Faktorproduktivität – und wie das Baldwin-Forslid-Modell gezeigt hat – stellt diese eine starke agglomerative Kraft dar. Die Neue Ökonomische Geografie bezieht „die räumliche Dimension ein und berücksichtigt den Einfluss der Faktormobilität und der Faktorakkumulation“. Denn bei grenzüberschreitender Arbeitsteilung setzen Mechanismen der Faktormobilität und Faktorakkumulation ein, die eine Angleichung der Faktorausstattung und damit letztlich der Produktionsstrukturen begünstigen.